# Xevtxenko (Adiguèsia)
|  | Per a altres significats, vegeu «Xevtxenko». |

Xevtxenko - Шевченко (rus) - és un khútor, un poble, de la República d'Adiguèsia, a Rússia. Es troba a 10 km a l'est de Ponejukai i a 57 km al nord-oest de Maikop, la capital de la república.
Pertany al municipi de Gabukai.